# خط طول 178° شرق
خط الطول 178 شرق خط غرينتش هو خط طول يمتد كباقي خطوط الطول من القطب الشمالي إلى القطب الجنوبي عبر المحيط المتجمد الشمالي، آسيا، المحيط الهادئ، نيوزيلندا والمحيط المتجمد الجنوبي. وهو يكون دائرة متكاملة مع خط طول 2° غرب.

## من القطب إلى القطب
كباقي خطوط الطول، يمر خط الطول 178° شرق من القطب الشمالي إلى القطب الجنوبي عبر المناطق التالية:
| الإحداثيات                           | الدولة، البحر أو الأرض | ملاحظة                                                                             |
| ------------------------------------ | ---------------------- | ---------------------------------------------------------------------------------- |
| 90°0′N 178°0′E / 90.000°N 178.000°E  | المحيط المتجمد الشمالي |                                                                                    |
| 72°0′N 178°0′E / 72.000°N 178.000°E  | بحر سيبيريا الشرقي     |                                                                                    |
| 69°28′N 178°0′E / 69.467°N 178.000°E | روسيا                  | أوكروغ تشوكوتكا الذاتية                                                            |
| 64°41′N 178°0′E / 64.683°N 178.000°E | أناديرسكي ليمان        |                                                                                    |
| 64°12′N 178°0′E / 64.200°N 178.000°E | روسيا                  | أوكروغ تشوكوتكا الذاتية                                                            |
| 62°32′N 178°0′E / 62.533°N 178.000°E | بحر بيرينغ             | غرب جزيرة سيغولا، ألاسكا الولايات المتحدة (في 52°1′N 178°5′E / 52.017°N 178.083°E) |
| 51°55′N 178°0′E / 51.917°N 178.000°E | المحيط الهادئ          |                                                                                    |
| 17°24′S 178°0′E / 17.400°S 178.000°E | فيجي                   | جزيرة فيتي ليفو                                                                    |
| 18°15′S 178°0′E / 18.250°S 178.000°E | المحيط الهادئ          |                                                                                    |
| 18°22′S 178°0′E / 18.367°S 178.000°E | فيجي                   | جزيرة يانوثا                                                                       |
| 18°23′S 178°0′E / 18.383°S 178.000°E | المحيط الهادئ          |                                                                                    |
| 19°6′S 178°0′E / 19.100°S 178.000°E  | فيجي                   | جزيرة كادافو                                                                       |
| 19°9′S 178°0′E / 19.150°S 178.000°E  | المحيط الهادئ          |                                                                                    |
| 37°32′S 178°0′E / 37.533°S 178.000°E | نيوزيلندا              | الجزيرة الشمالية — عبر مدينة غيسبورن (في 38°39′S 178°0′E / 38.650°S 178.000°E)     |
| 38°40′S 178°0′E / 38.667°S 178.000°E | المحيط الهادئ          |                                                                                    |
| 60°0′S 178°0′E / 60.000°S 178.000°E  | المحيط المتجمد الجنوبي |                                                                                    |
| 78°4′S 178°0′E / 78.067°S 178.000°E  | أنتاركتيكا             | منطقة روس تابعة لـ نيوزيلندا                                                       |